# TWICELAND ZONE 2 : Fantasy Park
TWICELAND Zone 2 - Fantasy Park是韓國女子組合TWICE於2018年舉辦的第二次單獨巡迴演唱會。是次演唱會為TWICELAND演唱會系列的第二部。

## 概述
2018年2月19日，JYP娛樂公佈舉辦TWICE第二次單獨演唱會的消息，演唱會將於5月18-20日（共3日）在蠶室室內體育館舉行。
2018年2月22日，TWICE日本官方網站公布第二次單獨演唱會《 TWICELAND ZONE 2 : Fantasy Park in Japan》日本場的消息，演唱會將於5月27-28日在埼玉超級競技場，6月2-3日在大阪城展演廳舉行。
2018年2月27日，JYP娛樂公佈新加坡場，於6月17日在新加坡室內體育館舉行。
2018年3月24日，JYP娛樂公佈馬來西亞場，於7月28日在馬拉瓦提體育館舉行。
2018年3月24日，JYP娛樂公佈泰國曼谷場，於8月18日在曼通塔尼IMPACT展覽中心中的雷霆穹頂舉行。
2018年4月11日，JYP娛樂公佈印尼雅加達場，於8月25日在Indonesia Convention Exhibition-Hall 5舉行。
2018年7月27日，JYP娛樂宣佈馬來西亞吉隆坡場，基於場地安全問題而取消。

## 巡演時間表
| 年份   | 日期    | 演唱會城市 | 演出場地                                 | 觀賞人數         |
| ------ | ------- | ---------- | ---------------------------------------- | ---------------- |
| 2018年 | 5月18日 | 首爾       | 蠶室室內體育館                           | 22,658           |
| 2018年 | 5月19日 | 首爾       | 蠶室室內體育館                           | 22,658           |
| 2018年 | 5月20日 | 首爾       | 蠶室室內體育館                           | 22,658           |
| 2018年 | 5月26日 | 埼玉       | 埼玉超級競技場                           | 36,000           |
| 2018年 | 5月27日 | 埼玉       | 埼玉超級競技場                           | 36,000           |
| 2018年 | 6月2日  | 大阪       | 大阪城音樂廳                             | 20,000           |
| 2018年 | 6月3日  | 大阪       | 大阪城音樂廳                             | 20,000           |
| 2018年 | 6月17日 | 新加坡     | 新加坡室內體育館                         | 8,500            |
| 2018年 | 7月28日 | 吉隆坡     | 美拉華蒂體育館                           | 因安全問題而取消 |
| 2018年 | 8月18日 | 曼谷       | 曼通塔尼IMPACT展覽中心中的雷霆穹頂       |                  |
| 2018年 | 8月25日 | 雅加達     | Indonesia Convention Exhibition - Hall 5 |                  |

## 製作
演出成員：
- TWICE （娜璉、定延、Momo、Sana、志效、Mina、多賢、彩瑛、子瑜）

主辦單位：
- JYP Entertainment

合作及贊助：

### 註解
1. ↑  馬來西亞吉隆坡站原於7月28日舉行，但因為安全理由而取消